# Glucosio-6-fosfatasi
La glucosio-6-fosfatasi è un enzima che idrolizza a livello del fegato il glucosio-6-fosfato, con conseguente creazione di un gruppo fosfato e glucosio libero. Il glucosio viene poi esportato dalla cellula tramite trasportatori del glucosio, proteine di membrana che consentono il passaggio del glucosio attraverso la membrana plasmatica. Questa catalisi completa la fase finale della gluconeogenesi e glicogenolisi e quindi svolge un ruolo chiave nella regolazione omeostatica dei livelli di glucosio nel sangue.